# پنجاه و هشتمین دوره جوایز بفتا
پنجاه و هشتمین دورهٔ جوایز بفتا در سال ۲۰۰۵ در لندن بریتانیا برگزار شد و هوانورد بهترین فیلم سال شد . جیمی فاکس و کیت وینسلت در ۲ رشته کاندیدای دریافت بفتا شدند . مایک لی نیز برای فیلم ورا دریک برنده جایزه بهترین کارگردانی شد . 

## نامزدی‌ها و جوایز
| بهترین فیلم | بهترین کارگردانی |
| --- | --- |

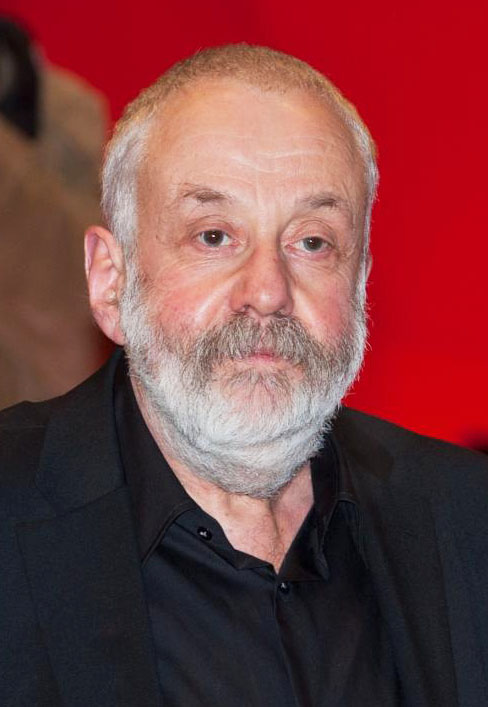
مایک لی, برنده بهترین کارگردانی

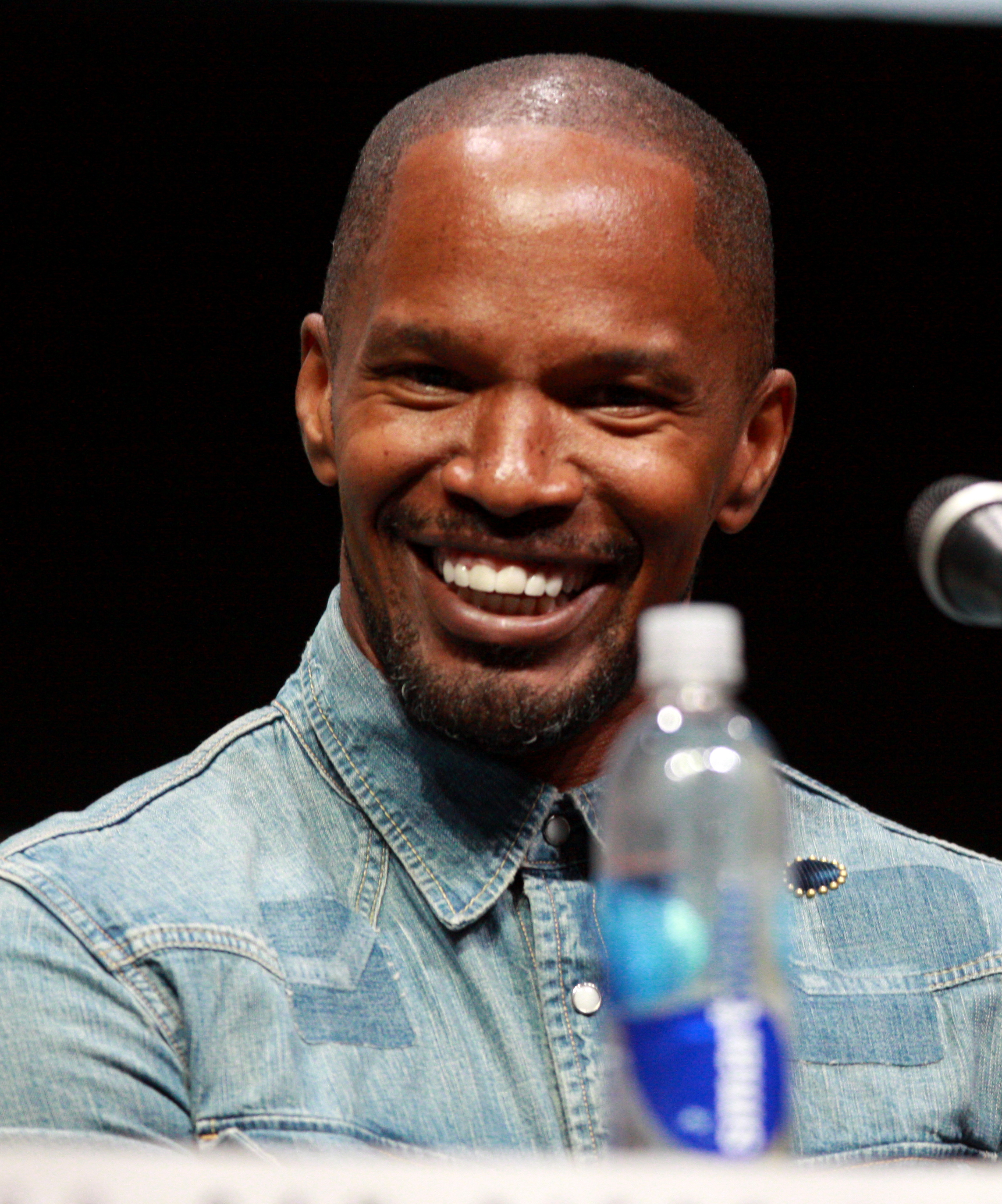
جیمی فاکس, برنده بهترین بازیگر نقش اول مرد

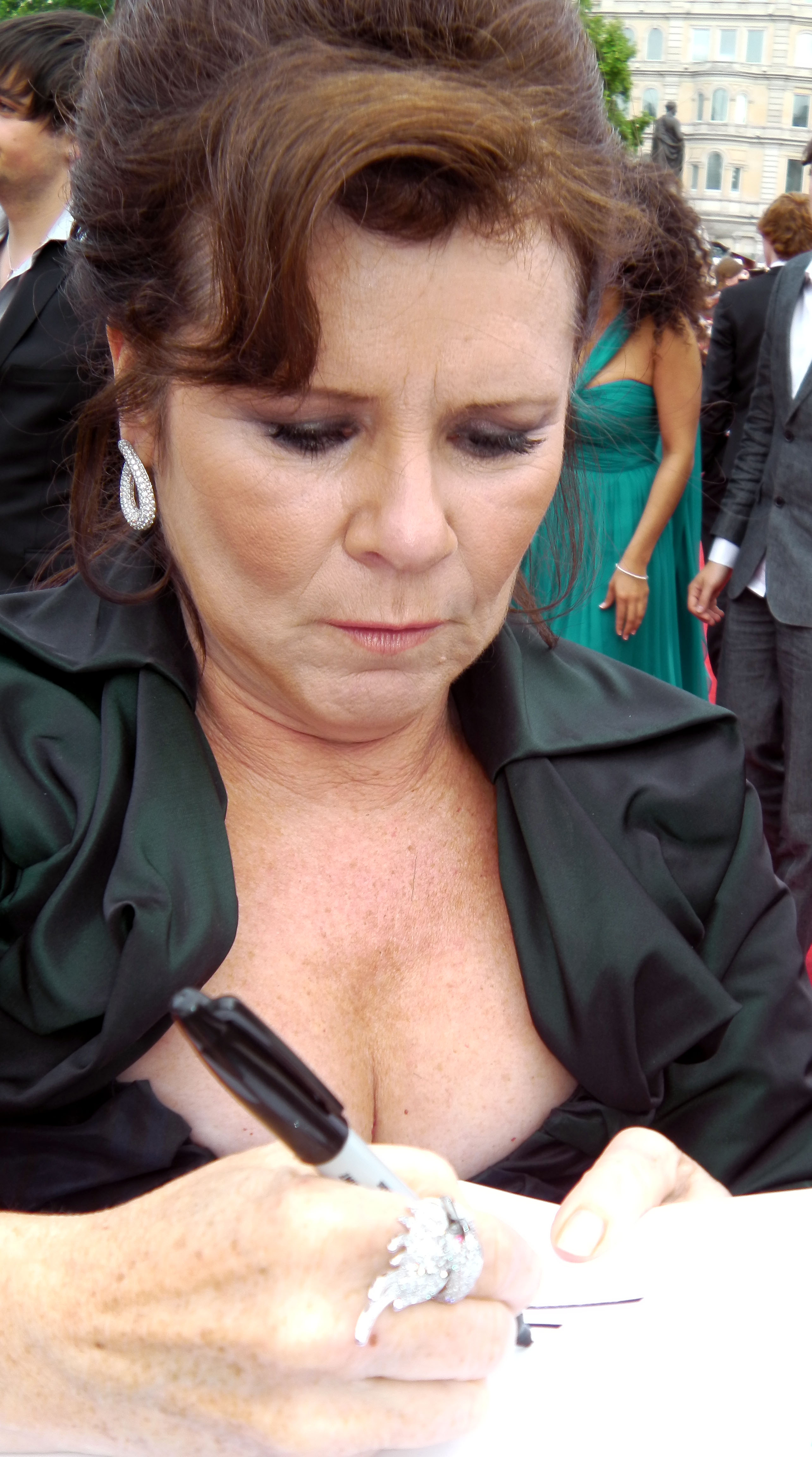
ایملدا استنتون, برنده بهترین بازیگر نقش اول زن

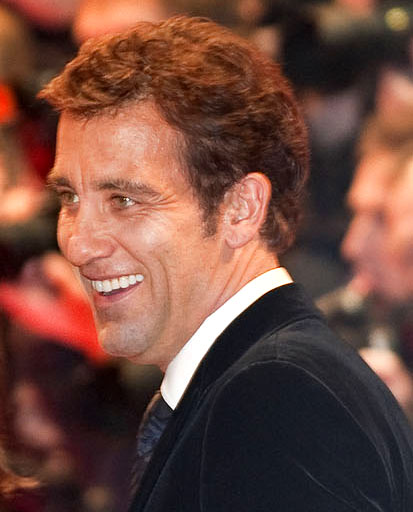
کلایو اوون, برنده بهترین بازیگر نقش مکمل مرد

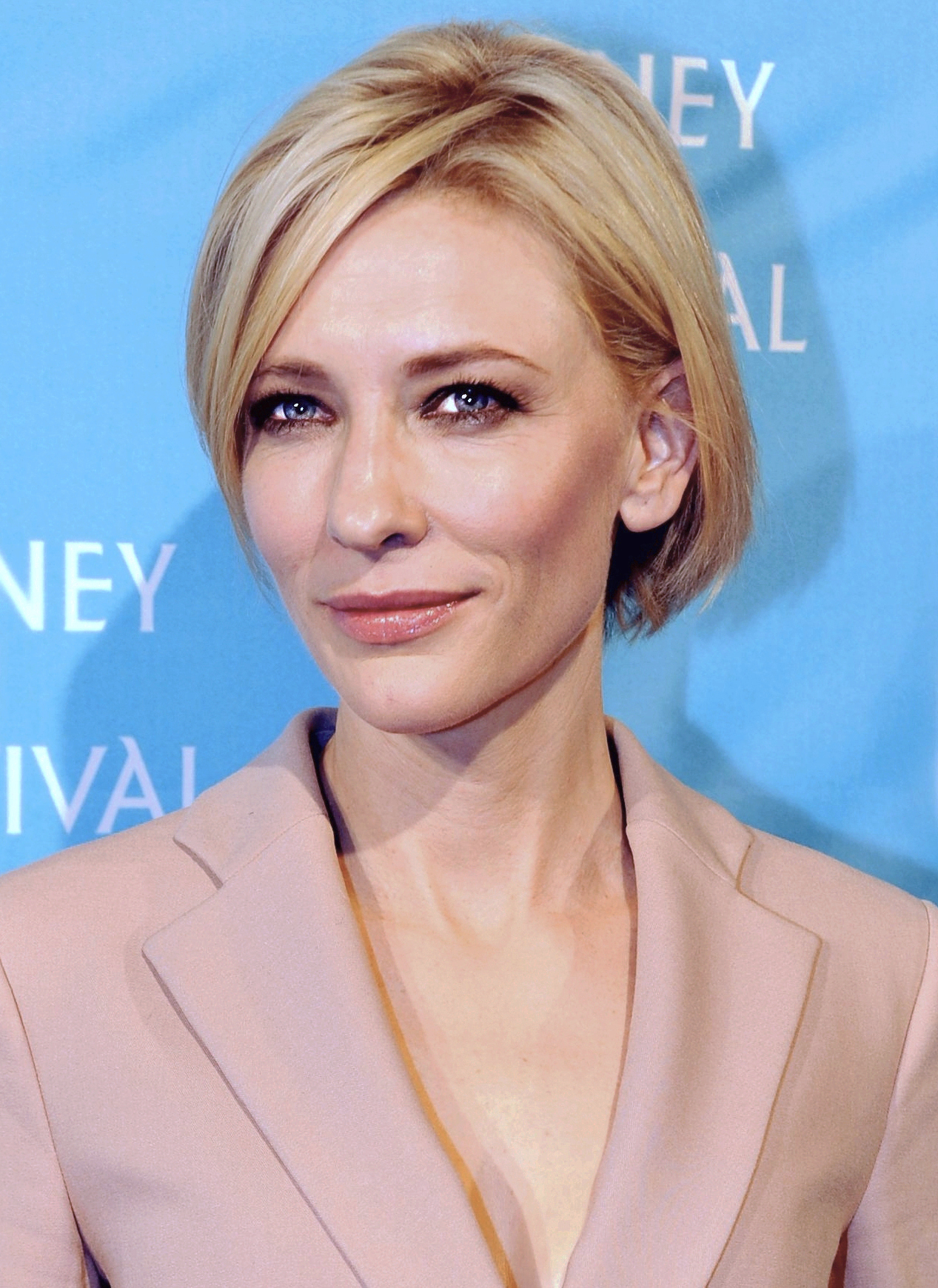
کیت بلانشت, برنده بهترین بازیگر نقش مکمل زن

| هوانورد - درخشش ابدی یک ذهن پاک - در جستجوی ناکجاآباد - خاطرات موتورسیلکت - ورا دریک | مایک لی برای کارگردانی ورا دریک - مارک فورستر برای کارگردانی در جستجوی ناکجاآباد - میشل گوندری برای کارگردانی درخشش ابدی یک ذهن پاک - مایکل مان برای کارگردانی وثیقه - مارتین اسکورسیزی برای کارگردانی هوانورد |
| بهترین بازیگر نقش اول مرد | بهترین بازیگر نقش اول زن |
| جیمی فاکس برای فیلم ری - گائل گارسیا برنال برای فیلم خاطرات موتورسیلکت - جیم کری برای فیلم درخشش ابدی یک ذهن پاک - جانی دپ برای فیلم در جستجوی ناکجاآباد - لئوناردو دی‌کاپریو برای فیلم هوانورد | ایملدا استنتون برای فیلم ورا دریک - شارلیز ترون برای فیلم هیولا - کیت وینسلت برای فیلم درخشش ابدی یک ذهن پاک - کیت وینسلت برای فیلم در جستجوی ناکجاآباد - جانگ تسییی برای فیلم خانه خنجرهای پران               |
| بهترین بازیگر نقش مکمل مرد | بهترین بازیگر نقش مکمل زن |
| کلایو اوون برای فیلم نزدیک‌تر - آلن آلدا برای فیلم هوانورد - Philip Davis برای فیلم ورا دریک - جیمی فاکس برای فیلم وثیقه - رودریگو د لا سرنا برای فیلم خاطرات موتورسیلکت                        | کیت بلانشت برای فیلم هوانورد - جولی کریستی برای فیلم در جستجوی ناکجاآباد - Heather Craney برای فیلم ورا دریک - ناتالی پورتمن برای فیلم نزدیک‌تر - مریل استریپ برای فیلم کاندیدای منچوری                         |
| فیلم‌نامه اوریجینال | فیلم‌نامه اقتباسی |
| درخشش ابدی یک ذهن پاک فیلمنامه‌ای از چارلی کافمن - هوانورد فیلمنامه‌ای از جان لوگان - وثیقه فیلمنامه‌ای از استوارت بیتی - ری (فیلم) - ورا دریک                                                    | راه‌های فرعی فیلمنامه‌ای از الکساندر پین و جیم تیلور - The Chorus Les choristes - نزدیک‌تر - در جستجوی ناکجاآباد فیلمنامه‌ای از دیوید مگی - خاطرات موتورسیلکت                                                      |
| بهترین فیلمبرداری | طراحی لباس |
| وثیقه - هوانورد - خاطرات موتورسیلکت - در جستجوی ناکجاآباد - خانه خنجرهای پران | ورا دریک - هوانورد - در جستجوی ناکجاآباد - تاجر ونیزی (فیلم ۲۰۰۴) - خانه خنجرهای پران |
| بهترین تدوین فیلم | بهترین گریم و آرایش مو |
| درخشش ابدی یک ذهن پاک - هوانورد - وثیقه - خانه خنجرهای پران - ورا دریک | هوانورد - در جستجوی ناکجاآباد - هری پاتر و زندانی آزکابان - خانه خنجرهای پران - ورا دریک |
| بهترین طراحی تولید | بهترین صدا |
| هوانورد - در جستجوی ناکجاآباد - هری پاتر و زندانی آزکابان - خانه خنجرهای پران - ورا دریک | ری - هوانورد - وثیقه - خانه خنجرهای پران - مرد عنکبوتی ۲ |
| بهترین جلوه‌های ویژه تصویری | بهترین موسیقی |
| پس‌فردا - هوانورد - هری پاتر و زندانی آزکابان - خانه خنجرهای پران - مرد عنکبوتی ۲ | The Motorcycle Diaries - گوستاوو سانتائولایا - هوانورد - هاوارد شور - The Chorus Les choristes - Finding Neverland - ری - کریگ آرمسترانگ                                                                       |
| بهترین فیلم خارجی | بهترین فیلم بریتانیا |
| خاطرات موتورسیلکت - Bad Education - The Chorus Les choristes - خانه خنجرهای پران - یکشنبه طولانی نامزدی                                                                                        | تابستان عشقی من - Dead Man's Shoes - هری پاتر و زندانی آزکابان - شان می‌میرد - ورا دریک |

## بیشترین جوایز
- ۴ / ۱۴ هوانورد
- ۳ / ۱۱ ورا دریک
- ۲ / ۴ ری
- ۲ / ۶ درخشش ابدی یک ذهن پاک
- ۲ / ۷ خاطرات موتورسیلکت
- ۱ / ۱ راه‌های فرعی
- ۱ / ۱ پس‌فردا
- ۱ / ۳ نزدیک‌تر
- ۱ / ۶ وثیقه

## فیلم‌هایی که در هیچ رشته برنده نشدند
- ۰ / ۲ مرد عنکبوتی ۲
- 0 / 3 The Chorus Les choristes
- ۰ / ۴ هری پاتر و زندانی آزکابان
- ۰ / ۹ خانه خنجرهای پران
- ۰ / ۱۱ در جستجوی ناکجاآباد